# Mecheln (Adelsgeschlecht, Sandfort)

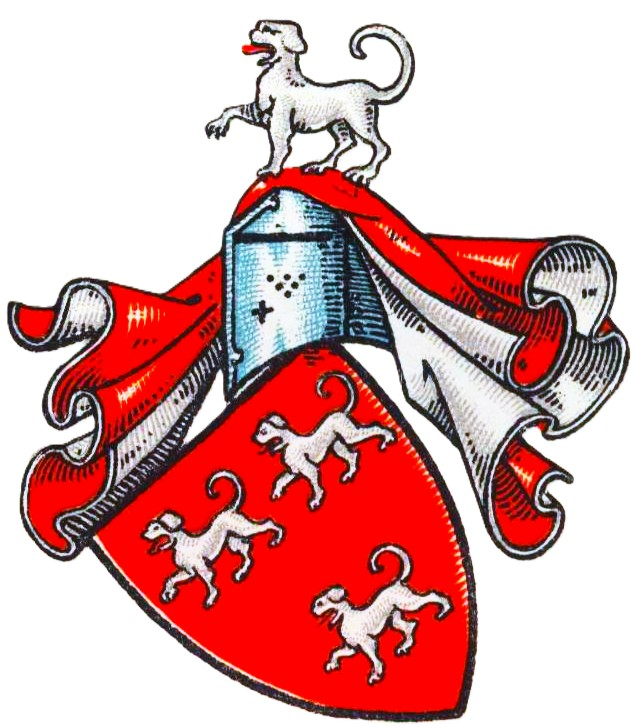
Wappen derer von Mecheln im Wappenbuch des Westfälischen Adels

Mecheln (auch Mechelen, Mechelin, Mechle o. ä.) ist der Name eines erloschenen westfälischen Adelsgeschlechts.
Die Familie ist von dem namensgleichen, aber wappenverschiedenen Adelsgeschlecht Mecheln in Ahlen zu unterscheiden. Während in der Literatur üblicherweise von zwei unterschiedlichen Geschlechtern ausgegangen wird, vertritt Max von Spießen die These, dass es sich um ein Geschlecht gehandelt haben soll, das ab etwa 1400 sein Wappen änderte. Ob die gleichnamigen Burgmänner zu Kamen dem ersten oder dem zweiten Geschlecht angehörten, ist unbekannt.

## Geschichte
Das Geschlecht hatte seinen Stammsitz auf Haus Sandfort im heutigen Olfen-Vinnum im Münsterland. Auf dem Haus saß die Familie schon 1483 und noch 1551 und später. Besitz hatte das Geschlecht ferner 1489 zu Elmeking und Gerkendorp im Kirchspiel Ascheberg sowie 1511 zu Nettebrock im Kirchspiel Walstede.
Von der Familie finden sich bereits 1262 ein Conradus de Mechlen miles, Christine, seine Frau, und Levoldus, sein Bruder. 1359 erscheinen Knappe Rotgerus dictus de Meghlen und Aleid seine Frau. Arnt von Mechelen war 1385 Knappe. 1417 wird ein Engelbert von Mechelen erwähnt. Ein Knappe Cort von Mecheln erscheint 1419. Derselbe vermutlich auch 1423 und 1440. Auf Cort von ein Engelbert von Mecheln (1449 und 1466). In den 1460er Jahren war ein von Mecheln verheiratet mit einer Tochter von Heinrich von Hasenkamp und einer von der Dorneburg. Ein Gert von Mecheln erscheint 1475. Danach ergibt sich folgende Stammfolge:
- Steffen von Mecheln zu Sandfort (1475) ⚭ Neise von der Recke, Tochter von Johann von der Recke zu Herne und Theve von Bevern
  - Steffen von Mecheln
  - Henrich von Mecheln († 1516), Freund der Stadt Lünen, ⚭ N. N.
    - Jobst von Mecheln, Herr zu Sandfort 1546, ⚭ Bilie Droste zu Vischering, Tochter von Johann Droste zu Vischerung und  N. N. Diepenbrock
      - Stephana von Mecheln († 1598) ⚭ Reiner von Raesfeld zu Romberg
      - Jodoca von Mecheln, Erbin zu Sandfort 1551, sie lebte noch 1600, ⚭ Franz von Bodelschwingh, kinderlos
      - Sybilla von Mecheln ⚭ Bertold von Frydag zu Loringhoff

  - N. N. von Mecheln ⚭ Johann von Asbeck
  - Brigitta von Mecheln ⚭ Johann von Lintloe zu Rhede, 1510

Jobst von Mechelns älteste Tochter, Stephana von Mecheln, starb 1598 als Ehefrau von Reiner von Raesfeld. Seine zweite Tochter, Jodoca von Mecheln, brachte Haus Sandfort 1551 an Franz von Bodelschwingh zu Ickern. Doch verstarben die Eheleute kinderlos. So kam Sandfort über die jüngste Tochter von Jobst 1571 an die von Frydag.
Laut Max von Spießen erlosch das Geschlecht um 1600.

## Wappen
Blasonierung: In Rot drei (2:1) silberne Hunde. Auf dem Helm mit rot-silbernen Helmdecken ein ebensolcher Hund.